# Caecognathia polaris
Caecognathia polaris is een pissebed uit de familie Gnathiidae. De wetenschappelijke naam van de soort is voor het eerst geldig gepubliceerd in 1902 door Hodgson.